# Miss Belgique 2002
Miss Belgique 2002, 71e élection de Miss Belgique, s'est déroulée le 7 décembre 2001 au Brussels Events Brewery à Molenbeek-Saint-Jean.
Le concours a été présenté en néerlandais par Francesca Vanthielen et en français par Jean-Michel Zecca. Il a été diffusé sur RTL-TVI en Wallonie et sur VTM en Flandre.
La gagnante, Ann Van Elsen, succède à Dina Tersago, Miss Belgique 2001.

## Classement final
| Titre                                                                                                   | Candidates                                            |
| --- | ----------------------------------------------------- |
| Miss Belgique 2002 - Représentante de la Belgique à Miss Univers 2002 - Non classée à Miss Univers 2002 | - Anvers - Ann Van Elsen                              |
| 1re dauphine - Représentante de la Belgique à Miss Monde 2002 - Non classée à Miss Monde 2002           | - Bruxelles - Sylvie Doclot                           |
| 2e dauphine                                                                                             | - Anvers - Stéphanie Wirtz                            |
| Top 5                                                                                                   | - Anvers - Kim Engelbosch - Hainaut - Alima Gherdaoui |
| Top 10                                                                                                  | - Namur - Bénédicte Depry - Anvers - An Jaspers ...   |

## Préparation
Les vingt prétendantes au titre ont embarqué pour une croisière en Méditerranée, vers l'Italie, la Grèce et la Turquie. Le voyage de préparation a duré huit jours.

## Candidates
| Titre régional               | Nom                     | Âge    | Domicile            |
| ---------------------------- | ----------------------- | ------ | ------------------- |
| Miss Hainaut                 | Alima Gherdaoui         | 20 ans | Charleroi           |
| 1re dauphine de Miss Anvers  | Stéphanie Wirtz         |        | Kumtich             |
| 2e dauphine de Miss Anvers   | Kim Engelbosch          | 20 ans | Anvers              |
| Miss Anvers                  | An Jaspers              |        | Anvers              |
| Miss Luxembourg              | Katia Jacquet           | 20 ans | La Roche-en-Ardenne |
| Miss Namur                   | Bénédicte Depry         | 22 ans | Pesche              |
| Miss Flandre-Orientale       | Annemieke De Tollenaere | 21 ans | Haaltert            |
| Miss Flandre-Occidentale     | Tine Allemeersch        | 22 ans | Deinze              |
| Miss Brabant flamand         | Sara Brewaeys           | 22 ans | Asse                |
| Miss Bruxelles               | Sylvie Doclot           | 21 ans | Bruxelles           |
| Miss Hainaut                 | Doris Dieryck           | 19 ans | Comines             |
| 2e dauphine de Miss Limbourg | Liesbeth Vannut         | 21 ans | Looz                |
| Miss Hainaut                 | Éléonore Devel          | 19 ans | Soignies            |
| Candidate de Miss Anvers     | Ann Van Elsen           | 19 ans | Mol                 |
| 1re dauphine de Miss Liège   | Stéphanie Bours         | 19 ans | Plainevaux          |

## Observations